# Marek Rzepka
Marek Andrzej Rzepka (ur. 6 stycznia 1964 w Płocku) – piłkarz m.in. Lecha Poznań i Sokoła Tychy, dawny reprezentant Polski.

## Rodzina
Ma żonę Jolantę z domu Pecelerowicz, która zdobywała medale Mistrzostw Europy juniorek w pływaniu, oraz syna Radosława, który rozgrywa mecze w Centralnej Lidze Juniorów U-17.

## Kariera klubowa
Grał na pozycji prawego lub środkowego obrońcy. 

### Wisła Płock
Karierę rozpoczynał w Wiśle Płock (dawniej Petrochemia Płock), w której występował w latach 1976–1983.

### Zawisza Bydgoszcz
W 1983 został wezwany przez bydgoską jednostkę wojskową do odbycia służby wojskowej w Zawiszy Bydgoszcz, z którą wywalczył awans do II ligi. W 1985 zakończył służbę wojskową.

### Lech Poznań
W trakcie przerwy zimowej w sezonie 1985/1986 został piłkarzem Lecha Poznań. Od razu został wystawiony do pierwszego składu. Zadebiutował w "Kolejorzu" w marcu 1986 w zremisowanym 1:1 spotkaniu z Zagłębiem Lubin. Z zespołem zdobył 3-krotnie Mistrzostwo Polski w sezonach: 1990, 1992 i 1993 oraz po jednym razie Puchar Polski w 1987/1988 i Superpuchar Polski w 1990 (Strona 90minut.pl podaje, że w 1992 również zdobył Superpuchar Polski). Zanotował wraz z całą drużyną kolejowej jedenastki dobre występy w europejskich pucharach, zwłaszcza w meczach z FC Barcelona w 1988, Panathinaikosem AO i Olympique Marsylia w 1990 roku. W latach 1986–1995 zagrał w 328 oficjalnych spotkaniach, w tym w 12 meczach Pucharu Europy i w 4 Pucharze Zdobywców Pucharów.

### Pozostałe kluby
Po rozstaniu z Lechem grał Sokole Tychy (1995–1996), Unii Swarzędz (1996) i GKS-ie Bełchatów (1997).

## Kariera reprezentacyjna
W reprezentacji Polski zadebiutował przegranym 1–5 spotkaniu z Francją 14 sierpnia 1991 roku. Do 17 marca 1993 rozegrał w kadrze 15 meczów, w których zdobył 1 gola (w wygranym 2–0 meczu z Kuwejtem). W ostatnim jego meczu w reprezentacji, przeciwnikiem "biało-czerwonych" była Brazylia, a spotkanie zakończyło się remisem 2–2. Był pierwszym w historii zawodnikiem Lecha Poznań, który został kapitanem reprezentacji.

## Sukcesy
Lech Poznań:
- Mistrzostwo Polski (3 razy): 1990, 1992 i 1993
- Puchar Polski (1 raz): 1988
- Superpuchar Polski (2 razy): 1990 i 1992